# IC 5252
IC 5252 је спирална галаксија у сазвјежђу Индијанац која се налази на листи објеката дубоког неба у Индекс каталогу.
Деклинација објекта је - 68° 54' 10" а ректасцензија 22h 48m 8,8s. Привидна величина (магнитуда) објекта IC 5252 износи 13,0 а фотографска магнитуда 13,8. IC 5252 је још познат и под ознакама ESO 76-25, IRAS 22446-6910, PGC 69744.